# Anton Wurster
Anton Wurster (Rijeka, 14 de enero de 1913-Pamplona, 20 de noviembre de 1961) fue un jurista, filósofo e intelectual nacido en Croacia y nacionalizado español.

## Biografía
Su padre, militar, había llegado a ser coronel del Estado Mayor del ejército imperial austrohúngaro.
En 1935 abandonó Croacia. Al año siguiente, comenzó a estudiar la carrera de Filosofía en Gorizia, prosiguiéndolos en Garalate un año más tarde, y concluyéndolos en la Universidad de Zagreb.
En enero de 1942 comenzó a trabajar en Roma, como secretario de la representación oficiosa de la nueva Croacia ante el Estado Vaticano. En Roma, realizó los estudios en Derecho Canónico en el Pontificio Ateneo Lateranense. En el verano de 1946, Wurster se marchó a Madrid, estableciéndose definitivamente en España. Su primer trabajo en la capital de España, le llevó hasta el Instituto Luis Vives del CSIC, donde trabajó en la biblioteca, mientras colaboraba en la sección de Historia de la Ética. A  finales de 1951 se relacionó con un grupo de intelectuales croatas que colaboraron de manera desigual con el Consejo Superior de Investigaciones Científicas. Entre ellos se encontraban: el dominicano Francisco Jacinto Eterovic, el enciclopedista y eslavista Paul Tijan, el musicólogo padre Branko Maric y el abogado Vladimir Vince. En el CSIC, junto con P. Tijana y N. Belić Dragičević fundó la sección eslava. 
En esos años, comenzó a desarrollar su actividad intelectual por toda España. Así, en Madrid impartió un curso sobre la Filosofía de la existencia, de Karl Jaspers. En el Colegio Mayor Luis Vives de Valencia, impartió una conferencia durante el curso 1955-56. En 1957, se desplazó a Barcelona, donde dio clases en el IESE, bajo las órdenes de Antonio Valero.
Y en Pamplona, fue profesor del Instituto de Periodismo del entonces Estudio General de Navarra, embrión de la Universidad de Navarra, donde impartió clases de Sociología de la Información y de Relaciones Públicas a las tres primeras promoiciones de estudiantes. Tras su muerte, fue sustituido por el también croata Luka Brajnovic.
Falleció en Pamplona, a consecuencia de un cáncer de páncreas.

## Publicaciones
Publicó diversos artículos científicos en revistas españolas, como: Arbor, Revista de Filosofía, Revista de Política Internacional, Destino, Nuestro Tiempo y Actualidad Española. Entre ellos, destacamos:
- "La filosofía en Croacia. Una contribución a la historia de la filosofía", en Revista de Filosofía, año VI, núm. 22 (1947), pp. 507-535.
- Los Balcanes del Mediterráneo, Madrid, Editora Nacional, 1954, 150 pp. Este libro contiene sus artículos y conferencias. El libro es particularmente interesante para revisar la política de los Estados Unidos hacia la Yugoslavia de Tito. Pero Vukota se refirió críticamente al libro de Wurster al encontrar algunas conclusiones erróneas de los autores (Croatian Review, diciembre de 1955)